# Sint-Barbaraziekenhuis (Lanaken)

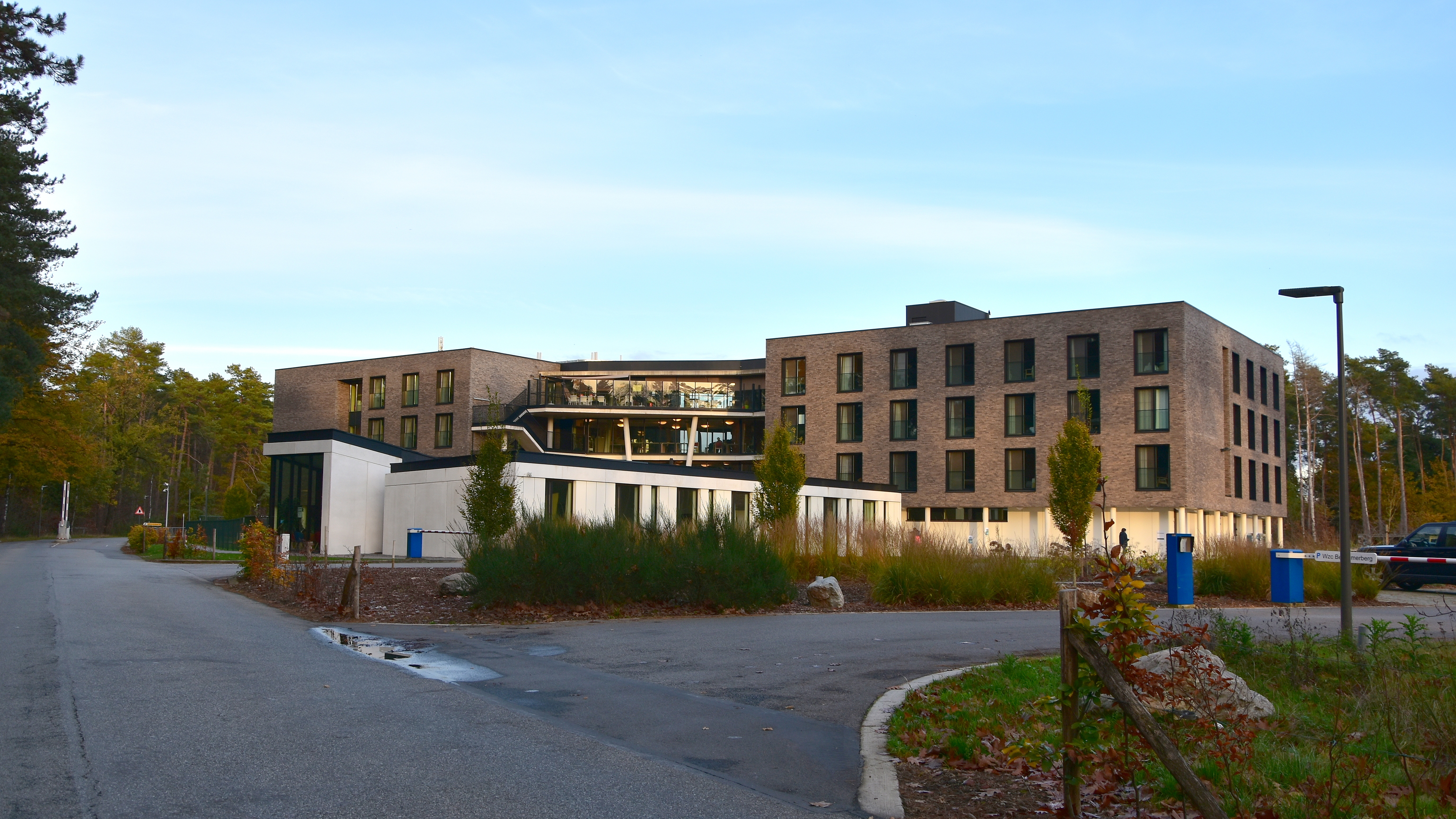
Campus Sint-Barbara - Ziekenhuis Oost-Limburg

Het Sint-Barbaraziekenhuis is een katholiek ziekenhuis in Lanaken. Sinds 1995 maakt het deel uit van het Ziekenhuis Oost-Limburg (ZOL).

## Geschiedenis
Het ziekenhuis werd opgericht in 1957 als het Medisch Instituut Sint-Barbara en diende aanvankelijk voor de behandeling van mijnwerkers met stoflong. Hoewel, mede door de mijnsluitingen op het eind van de 20e eeuw, behandeling van stoflong van minder belang is geworden, is er op het gebied van de behandeling van longziekten een aanzienlijke expertise opgebouwd, waarmee ook nieuwe vraagstukken, bijvoorbeeld op het gebied van luchtverontreiniging, kunnen worden aangepakt. Zuurstoftherapie en slaaponderzoek werden tot belangrijke aandachtsgebieden.
Op 31 december 1995 fuseerde dit ziekenhuis, samen met het Sint-Jansziekenhuis te Genk en het Medisch Centrum André Dumont te Waterschei (Genk) tot het Ziekenhuis Oost-Limburg (ZOL). Ook het André Dumontziekenhuis komt voort uit het mijnverleden. Na de fusie werd het ZOL geconcentreerd op twee locaties: Genk en Lanaken. Sindsdien worden te Lanaken ook veel activiteiten op het gebied van revalidatie uitgevoerd en werd er op dezelfde campus een rusthuis met 120 bedden ingericht.